# Francisco Pizarro Fortunat
Francisco Pizarro (Lima, 3 de marzo de 1971) es un exfutbolista peruano. Jugaba de portero y el club que lo formó fue el Club Sporting Cristal, siendo tercer arquero del Plantel los años 1990 y 1991 donde obtiene el campeonato.
Actualmente es comentarista deportivo.

## Clubes

### Como futbolista
| Club                 | País | Año         |
| -------------------- | ---- | ----------- |
| Sporting Cristal     | Perú | 1990 - 1991 |
| León de Huánuco      | Perú | 1992 - 1993 |
| Alianza Lima         | Perú | 1994 - 1997 |
| Alianza Atlético     | Perú | 1998        |
| Juan Aurich          | Perú | 1999        |
| Deportivo Municipal  | Perú | 2000        |
| FBC Melgar           | Perú | 2001 - 2002 |
| Unión Huaral         | Perú | 2003        |
| Atlético Universidad | Perú | 2004        |
| Sporting Cristal     | Perú | 2005        |
| Atlético Universidad | Perú | 2005        |
| Alianza Lima         | Perú | 2006 - 2007 |

### Como segundo entrenador
| Club                | País   | Año         |
| ------------------- | ------ | ----------- |
| Alianza Lima        | Perú   | 2012 - 2013 |
| Atlas               | México | 2015        |
| Deportivo Municipal | Perú   | 2017        |

## Estadísticas como entrenador
| Alianza Lima (int.) · Perú        | 1.ª                 | 2013                | 8  | 4 | 3 | 1 | - | - | - | - | - | - | - | - | - | - | - | - | 8  | 4 | 3 | 1 | 62.5%  |
| Alianza Lima (int.) · Perú        | 1.ª                 | 2015                | 6  | 1 | 3 | 2 | - | - | - | - | - | - | - | - | - | - | - | - | 6  | 1 | 3 | 2 | 33.34% |
| Alianza Lima (int.) · Perú        | Total               | Total               | 14 | 5 | 6 | 3 | - | - | - | - | - | - | - | - | - | - | - | - | 14 | 5 | 6 | 3 | 44.08% |
| Deportivo Municipal (int.) · Perú | 1.ª                 | 2017                | 1  | 0 | 0 | 1 | - | - | - | - | - | - | - | - | - | - | - | - | 1  | 0 | 0 | 1 | 29.17% |
| Deportivo Municipal (int.) · Perú | Total               | Total               | 1  | 0 | 0 | 1 | - | - | - | - | - | - | - | - | - | - | - | - | 1  | 0 | 0 | 1 | 29.17% |
| Univ. Técnica de Cajamarca · Perú | 1.ª                 | 2023                | 7  | 1 | 3 | 3 | - | - | - | - | - | - | - | - | - | - | - | - | 7  | 1 | 3 | 3 | 51.11% |
| Univ. Técnica de Cajamarca · Perú | Total               | Total               | 7  | 1 | 3 | 3 | - | - | - | - | - | - | - | - | - | - | - | - | 7  | 1 | 3 | 3 | 51.11% |
| Total en su carrera               | Total en su carrera | Total en su carrera | 22 | 6 | 9 | 7 | - | - | - | - | - | - | - | - | - | - | - | - | 22 | 6 | 9 | 7 | 40.91% |
| 1. 2.                             |                     |                     |    |   |   |   |   |   |   |   |   |   |   |   |   |   |   |   |    |   |   |   |        |

## Palmarés

### Campeonatos nacionales
| Título                    | Club             | País | Año  |
| ------------------------- | ---------------- | ---- | ---- |
| Primera División del Perú | Sporting Cristal | Perú | 1991 |
| Primera División del Perú | Alianza Lima     | Perú | 1997 |
| Primera División del Perú | Sporting Cristal | Perú | 2005 |
| Primera División del Perú | Alianza Lima     | Perú | 2006 |